# TNT Express
TNT Express è un corriere espresso e operatore logistico internazionale, con sede a Hoofddorp, nei Paesi Bassi.
L'azienda svolge le proprie attività in 63 paesi diversi e distribuisce merce di ogni tipologia in tutto il mondo.
La sigla TNT significa Thomas Nationwide Transport, riferita a Ken Thomas, uomo d'affari australiano che, nel 1946, fondò una propria ditta di trasporti cominciando con un solo camion, che negli anni evolse fino a diventare la TNT N.V., della quale TNT Express è stata sussidiaria.

## Storia
L'azienda nasce ufficialmente in data 26 maggio 2011, giorno in cui ebbe compimento il processo di scorporo dalla società madre, la TNT N.V., dalla quale TNT Express ereditò le attività riferite alle spedizioni espresse. Nello stesso mese fu iscritta al listino Euronext di Amsterdam col codice TNTE e vi fece parte fino al 4 luglio 2016, mentre la società madre, che manteneva le attività di spedizione postale, prendeva il nome di PostNL.
Il 19 marzo 2012, United Parcel Service (UPS) annunciò l'avvio delle trattative per l'acquisto di TNT Express, dichiarando un'offerta in denaro pari a 6,7 miliardi di dollari USA. L'operazione fu poi annullata a seguito del parere negativo della Commissione europea, che vedeva nell'acquisto di TNT Express un abbattimento della concorrenza da parte di UPS.
Ad aprile 2015, TNT Express accetta l'offerta di 4,4 miliardi di euro degli americani di FedEx Corporation. L'accordo si è concretizzato nel primo semestre del 2016.

## Attività
La compagnia controlla una articolata rete di trasporti su strada e via aerea diffusa in Europa, Medio Oriente, Africa, Asia-Pacifico e Americhe.
Tra i maggiori concorrenti della compagnia vi sono UPS e DHL.
I velivoli di TNT Express operano col codice IATA di TAY e sono gestiti dalla sussidiaria TNT Airways.

## TNT in Italia

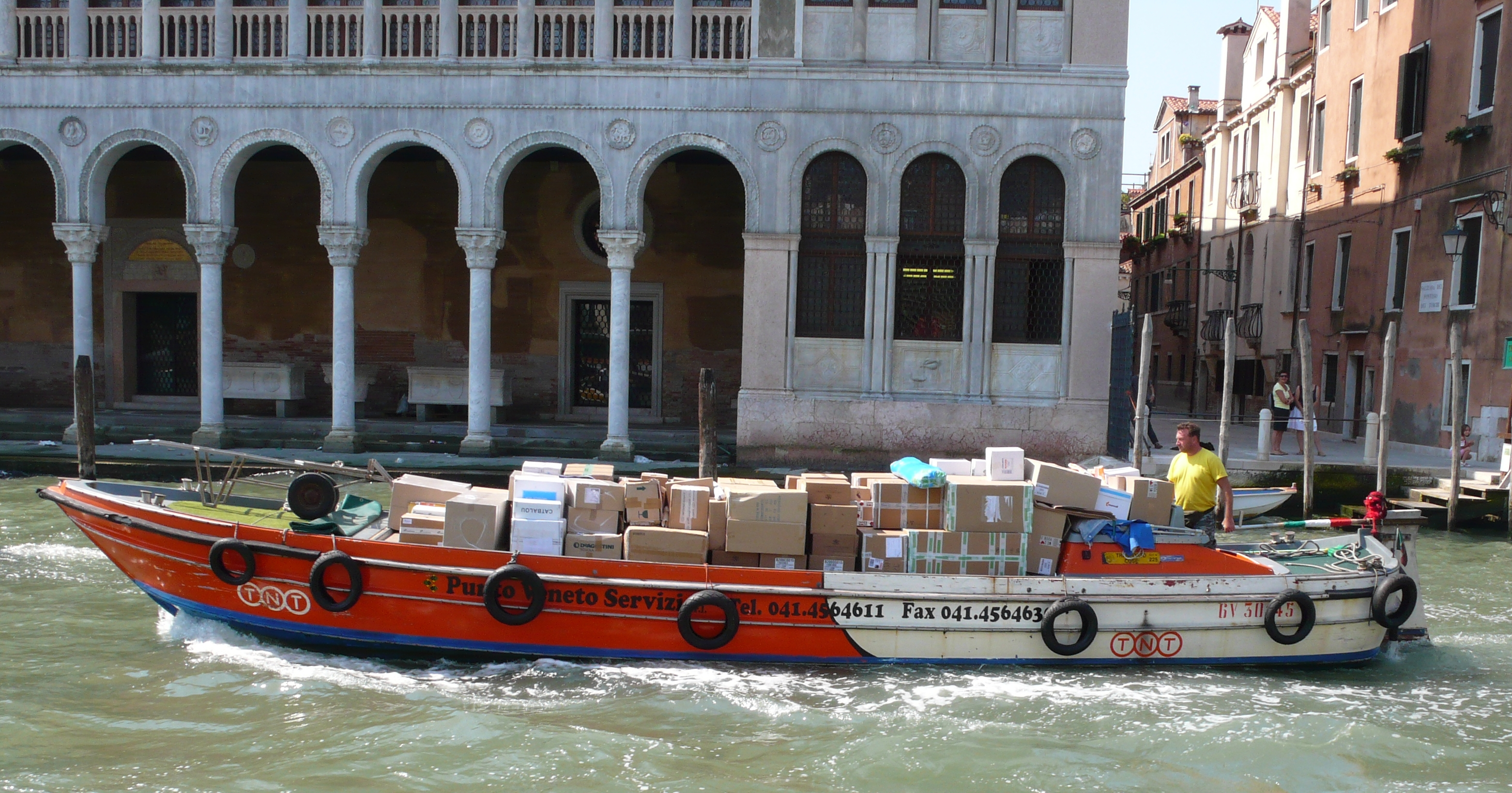
TNT Venezia

Nel 1964 viene fondata a Torino la Trasporto Colli - Tra.Co. S.p.A. da Luigi Giribaldi. Nel 1997 viene acquistata dalla TNT per 400 miliardi di lire (206,5 milioni di euro). Mantiene la denominazione di TNT Traco fino al 1999 quando diventa TNT Global Express S.p.A.. Tuttora appartiene a TNT Express N.V. tramite TNT Holding B.V..
A causa della crisi e della situazione contingente, il 10 giugno 2013 la direzione di TNT Global Express S.p.A. ha annunciato il programma Deliver!, che prevede una drastica riduzione dei costi e una notevole riorganizzazione sul territorio, con probabili conseguenze negative sull'occupazione.